# العلاقات البوسنية اللاتفية
العلاقات البوسنية اللاتفية هي العلاقات الثنائية التي تجمع بين البوسنة والهرسك ولاتفيا.

## مقارنة بين البلدين
هذه مقارنة عامة ومرجعية للدولتين:
| وجه المقارنة                                              | البوسنة والهرسك                                             | لاتفيا                                             |
| --------------------------------------------------------- | ----------------------------------------------------------- | -------------------------------------------------- |
| المساحة (كم2)                                             | 51.20 ألف                                                   | 64.59 ألف                                          |
| عدد السكان (نسمة)                                         | 3.51 مليون                                                  | 1.93 مليون                                         |
| الكثافة السكانية (ن./كم²)                                 | 68.55                                                       | 29.88                                              |
| العاصمة                                                   | سراييفو                                                     | ريغا                                               |
| اللغة الرسمية                                             | اللغة البوسنوية، اللغة الكرواتية، اللغة الصربية             | اللغة اللاتفية                                     |
| العملة                                                    | مارك بوسني                                                  | يورو، لاتس لاتفي، الروبل اللاتفي ‏، الروبل اللاتفي ‏ |
| الناتج المحلي الإجمالي (بليون دولار)                      | 18.17 مليار                                                 | 30.26 مليار                                        |
| الناتج المحلي الإجمالي (تعادل القوة الشرائية) بليون دولار | 41.35 مليار                                                 | 49.24 مليار                                        |
| الناتج المحلي الإجمالي الاسمي للفرد دولار أمريكي          | 4.25 ألف                                                    | 14.06 ألف                                          |
| الناتج المحلي الإجمالي للفرد دولار أمريكي                 | 10.43 ألف                                                   | 23.55 ألف                                          |
| مؤشر التنمية البشرية                                      | 0.733                                                       | 0.819                                              |
| رمز المكالمات الدولي                                      | +387                                                        | +371                                               |
| رمز الإنترنت                                              | .ba                                                         | .lv                                                |
| المنطقة الزمنية                                           | توقيت وسط أوروبا، ت ع م+01:00، ت ع م+02:00، أوروبا/سراييفو ‏ | ت ع م+02:00، ت ع م+03:00، أوروبا/ريغا ‏             |

## منظمات دولية مشتركة
يشترك البلدان في عضوية مجموعة من المنظمات الدولية، منها:
| علم المنظمة | اسم المنظمة                               | تاريخ انضمام البوسنة والهرسك | تاريخ انضمام لاتفيا |
| ----------- | ----------------------------------------- | ---------------------------- | ------------------- |
|             | مؤسسة التنمية الدولية                     | 25 فبراير 1993               | 11 أغسطس 1992       |
|             | يونسكو                                    | 2 يونيو 1993                 | 9 يوليو 1951        |
|             | وكالة ضمان الاستثمار متعدد الأطراف        | 19 مارس 1993                 | 21 أغسطس 1998       |
|             | مجلس أوروبا                               | 24 أبريل 2002                | ?                   |
|             | الأمم المتحدة                             | 22 مايو 1992                 | 17 سبتمبر 1991      |
|             | الاتحاد البريدي العالمي                   | ?                            | ?                   |
|             | البنك الدولي للإنشاء والتعمير             | 25 فبراير 1993               | 11 أغسطس 1992       |
|             | اتفاقية السماوات المفتوحة                 | ?                            | ?                   |
|             | الاتحاد الدولي للاتصالات                  | 20 أكتوبر 1992               | 11 ديسمبر 1921      |
|             | منظمة حظر الأسلحة الكيميائية              | ?                            | ?                   |
|             | مؤسسة التمويل الدولية                     | 25 فبراير 1993               | 29 سبتمبر 1993      |
|             | المنظمة الأوروبية لسلامة الملاحة الجوية   | 2004                         | 2011                |
|             | المركز الدولي لتسوية المنازعات الاستشارية | 13 يونيو 1997                | 7 سبتمبر 1997       |
|             | منظمة الشرطة الجنائية الدولية             | ?                            | ?                   |
|             | منظمة الأمن والتعاون في أوروبا            | 30 أبريل 1992                | 10 سبتمبر 1991      |

## وصلات خارجية
- موقع وزارة الخارجية البوسنية
- موقع وزارة الخارجية اللاتفية